# Toccoa
Toccoa – miasto w Stanach Zjednoczonych, w stanie Georgia, siedziba administracyjna hrabstwa Stephens. Według spisu w 2020 roku liczy 9133 mieszkańców. 